# Lijst van paardenstamboeken
In een paardenstamboek worden de dekhengsten, merries en veulens opgenomen die volgens de bloedlijn tot het ras behoren, daarbij worden verschillende gegevens van het paard opgeslagen en wordt er vaak een gedetailleerde afstamming bijgehouden. Voor veel van deze stamboeken dient een paard of pony zich ook fysiek (wat betreft exterieur, bouw, gangen en kleur) te bewijzen, bijvoorbeeld door deel te nemen aan keuringen. Ook voor de fokkerij afgekeurde hengsten die gecastreerd worden en als ruin door het leven gaan, kunnen bij een stamboek geregistreerd staan.
Van het paard zijn in de Lage Landen vele rassen erkend. Vele daarvan bezitten een eigen stamboek. In Nederland zijn zo'n achtentwintig stamboekverenigingen actief. Er worden per ras soms meerdere kleurslagen en tekeningen erkend. Sommige verenigingen registreren verschillende typen in aparte registers, of vormen een overkoepelende stamboekvereniging voor meerdere rassen.
- Barockpinto studbook, stamboek voor de Barockpinto
- BMP, Stamboek van het Belgisch Miniatuurpaard
- BWP, Belgisch Warmbloed Paard
- ICS Nl, Stamboek voor de Irish Cob
- IHW, International Heavy Warmblood Horse Breeders Assocation
- KFPS, Koninklijke Vereniging Het Friesch Paarden-Stamboek
- KVTH, Koninklijke Vereniging "Het Nederlandse Trekpaard en De Haflinger"
- KWPN, Koninklijk Warmbloed Paardenstamboek Nederland
- NMPRS, Nederlands Mini Paarden Registratie Stamboek
- NRPS, Nederlands Rijpaarden en Pony Stamboek
- sBs, Belgisch Sportpaard